# 19577 Bobbyfisher
19577 Bobbyfisher è un asteroide della fascia principale. Scoperto nel 1999, presenta un'orbita caratterizzata da un semiasse maggiore pari a 2,2350223 UA e da un'eccentricità di 0,0851294, inclinata di 5,29728° rispetto all'eclittica.